# 極性集
在數學中，極性集是位勢論裡的一個重要概念，地位有比零測度集之於測度論，極性集合在位勢論中也代表一類特別「小」的集合，通常可以忽略不計。

## 定義
{\displaystyle \mathbb {R} ^{n}\;(n\geq 2)}裡的極性集可以如下定義：{\displaystyle E}是極性集若且唯若存在非常數的次調和函數{\displaystyle u}，使得
{\displaystyle E\subset \{x\in \mathbb {R} ^{n}:u(x)=-\infty \}}
在{\displaystyle \mathbb {R} ^{2}(\cong \mathbb {C} )}的情形，可以用容度定義極性：集合{\displaystyle E}被稱作極性的（polar），當且僅當它的容度為零。
若將定義中的次調和函數改為多重次調和函數，得到的集合稱作多重極性集。

## 性質
- {\displaystyle \mathbb {R} ^{n}}中的單點集合是極性的
- 可數個極性集的聯集也是極性的
- 極性集在{\displaystyle \mathbb {R} ^{n}}中的勒貝格測度為零
- 極性集必然是完全非連通的

最後兩點並非充分條件，例如康托爾集合測度為零而且完全非連通，但它不是極性的。

## 延伸阅读
- J. L. Doob. Classical Potential Theory and Its Probabilistic Counterpart, Springer-Verlag, Berlin Heidelberg New York, ISBN 3-540-41206-9.
- L. L. Helms (1975). Introduction to potential theory. R. E. Krieger ISBN 0-88275-224-3.